# Hrabstwo Middlesex (Wirginia)

Piramida wieku hrabstwa

Hrabstwo Middlesex – hrabstwo w USA, w stanie Wirginia, według spisu z 2000 roku liczba ludności wynosiła 9932. Siedzibą hrabstwa jest Saluda.

## Geografia
Według spisu hrabstwo zajmuje powierzchnię 546 km², z czego 338 km² stanowią lądy, a 208 km² – wody.

### Miasta
- Urbanna

### CDP
- Deltaville
- Saluda

### Sąsiednie hrabstwa
- Hrabstwo Essex